# Emberiza bruniceps
El escribano carirrojo (Emberiza bruniceps) es una especie de ave paseriforme de la familia Emberizidae que vive en Asia.

## Descripción

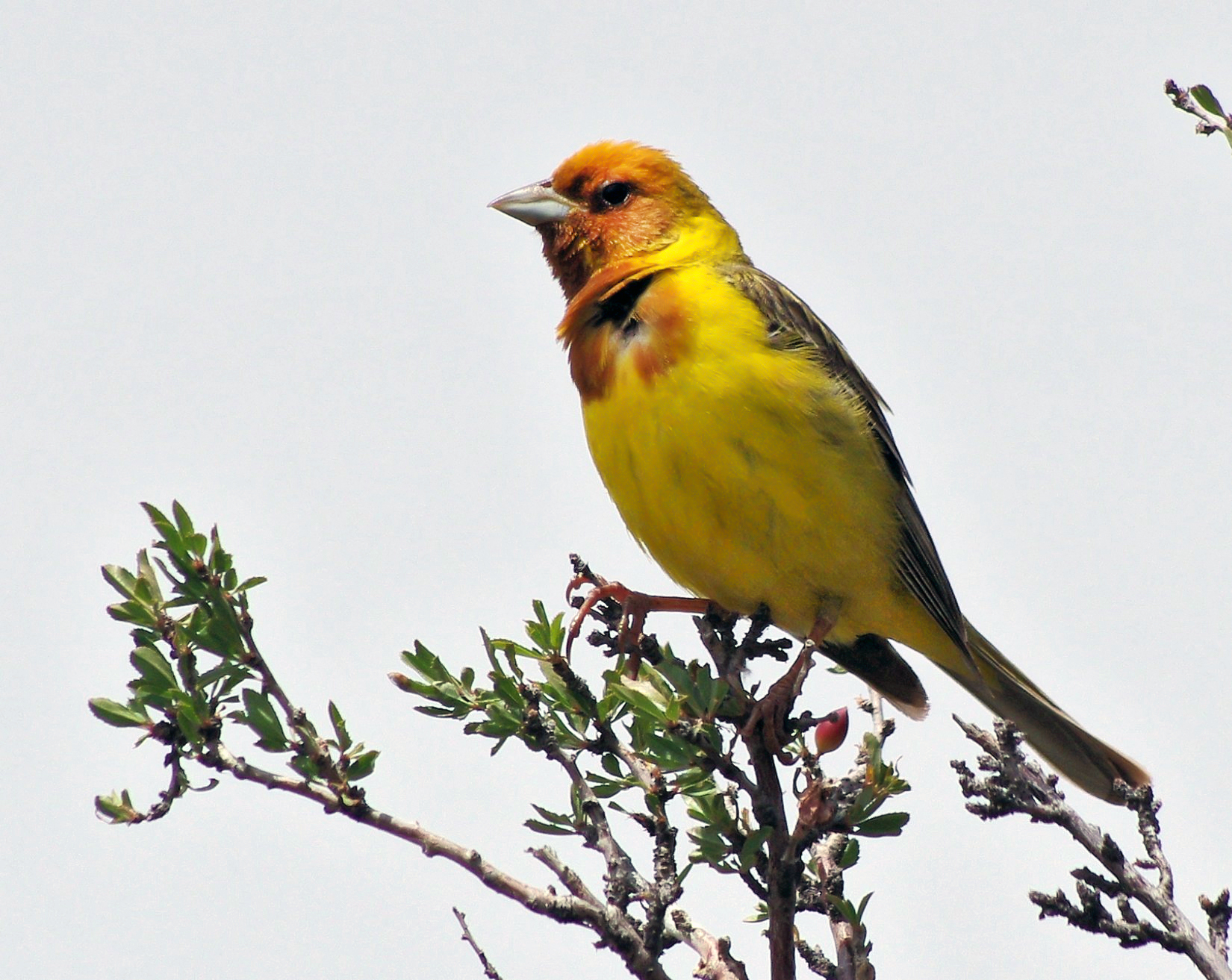
Ejemplar en Kazajistán.

Mide alrededor de 17 cm de largo. Tiene un pico robusto gris y una cola larga. Los machos en época de cría tienen las partes inferiores y el obispillo de color amarillo intenso. Su espalda es verdosa veteada y las alas con listas pardo grisáceas, mientras que su cabeza y pecho son de color castaño rojizo. Las hembras son una versión desteñida de los machos, con las partes inferiores de color amarillo más claro, la espalda pardo grisácea, y la cabeza grisácea. Los juveniles son parecidos a las hembras, y ambos son similares a los del escribano escribano cabecinegro y difíciles de diferenciarlos.

## Distribución y hábitat
Es un ave migratoria que cría en Asia Central y se desplaza a la India para pasar el invierno. El escribano carirrojo cría en zonas abiertas de matorral, incluidas las tierras de cultivo. En Europa, aunque es un potencial divagante también aparece como consecuencia de escapes de aves de jaula. 

## Comportamiento

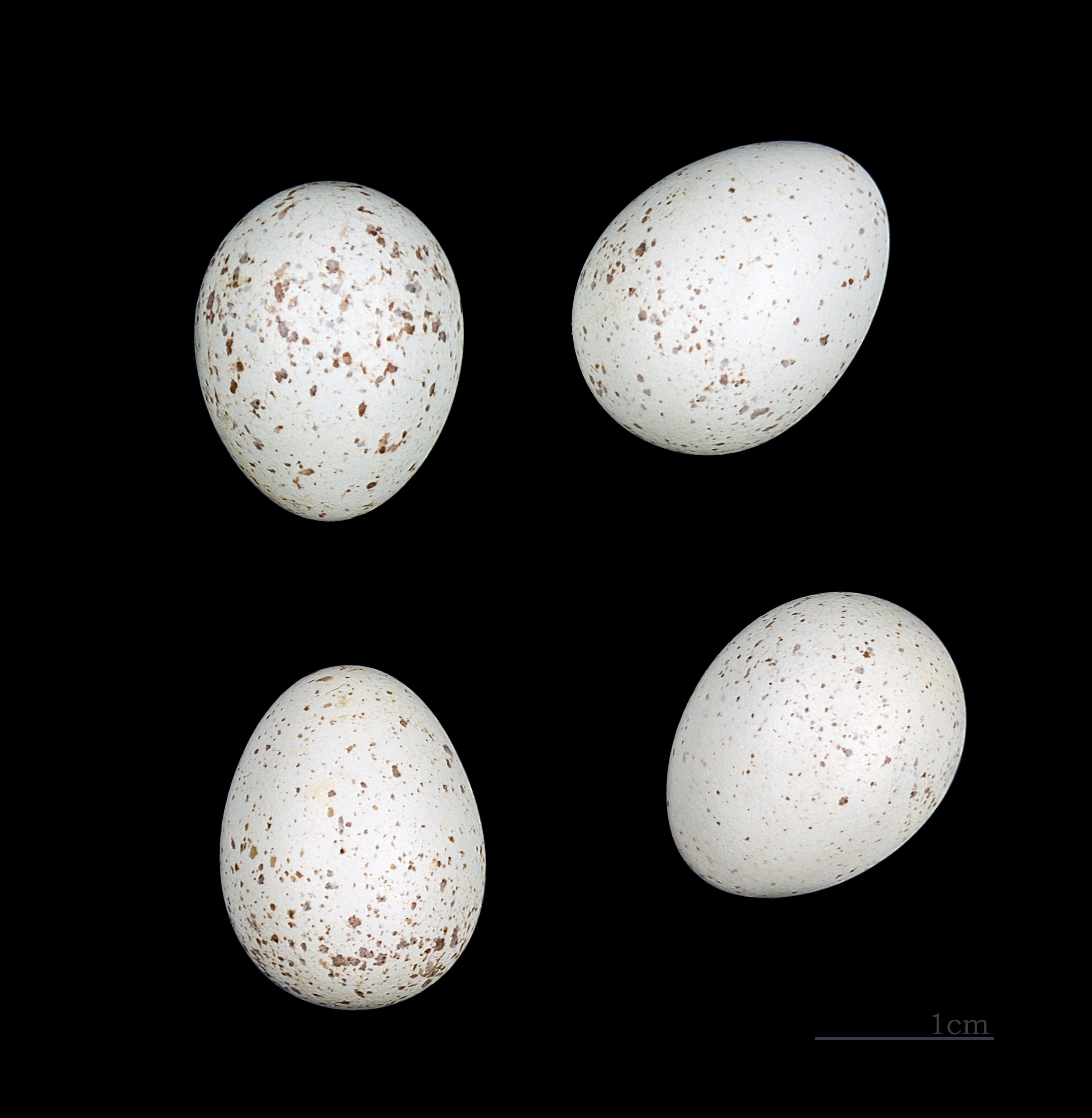
Eggs of Emberiza bruniceps en el MHNT.

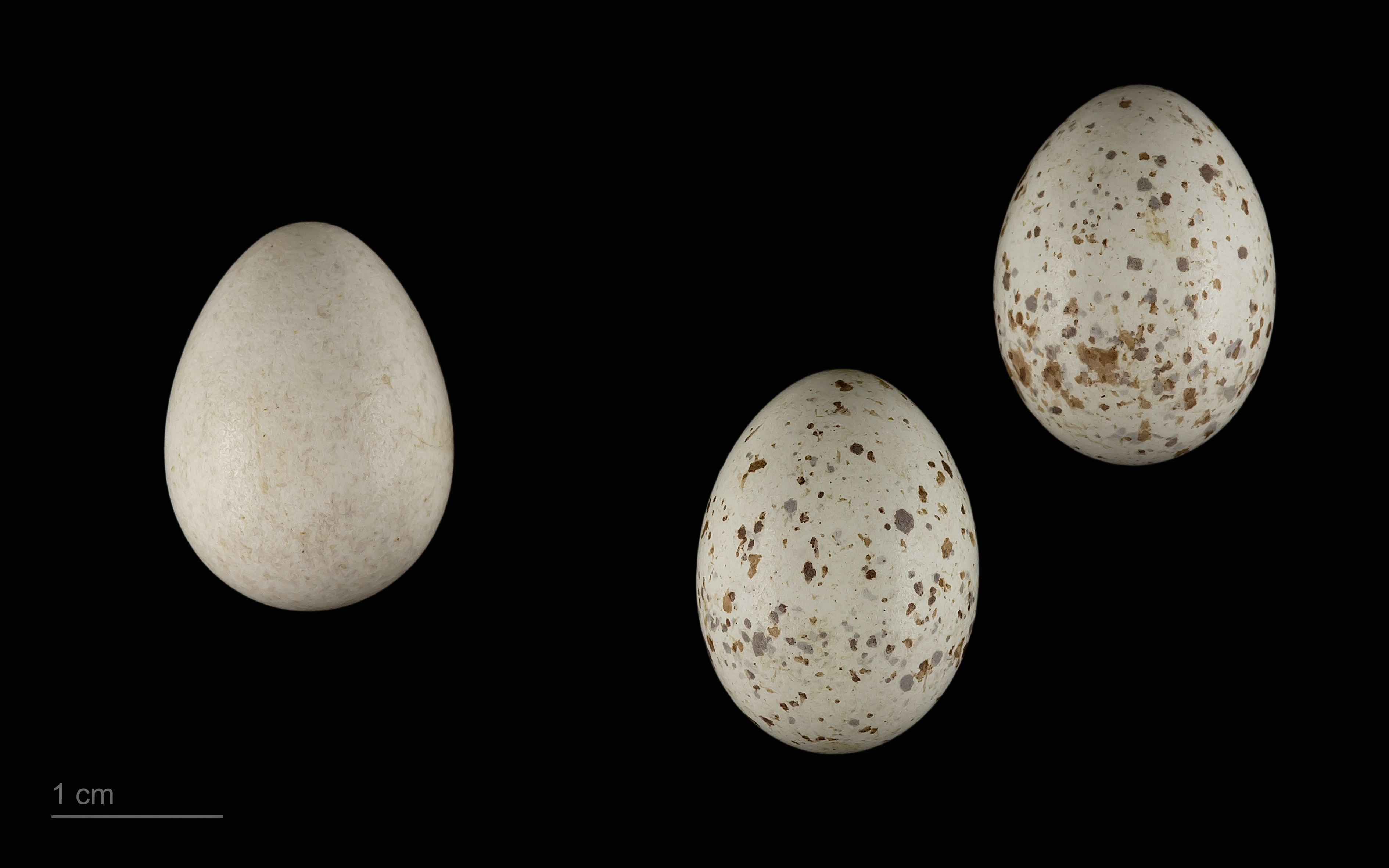
Cuculus canorus canorus en un nido de Emberiza bruniceps - MHNT

Se alimenta de semillas e insectos, estos últimos consumidos especialmente en la época de cría. Construye su nido en los árboles o matorrales donde suele poner entre 3 y 5 huevos.